# Krzecka Mielizna

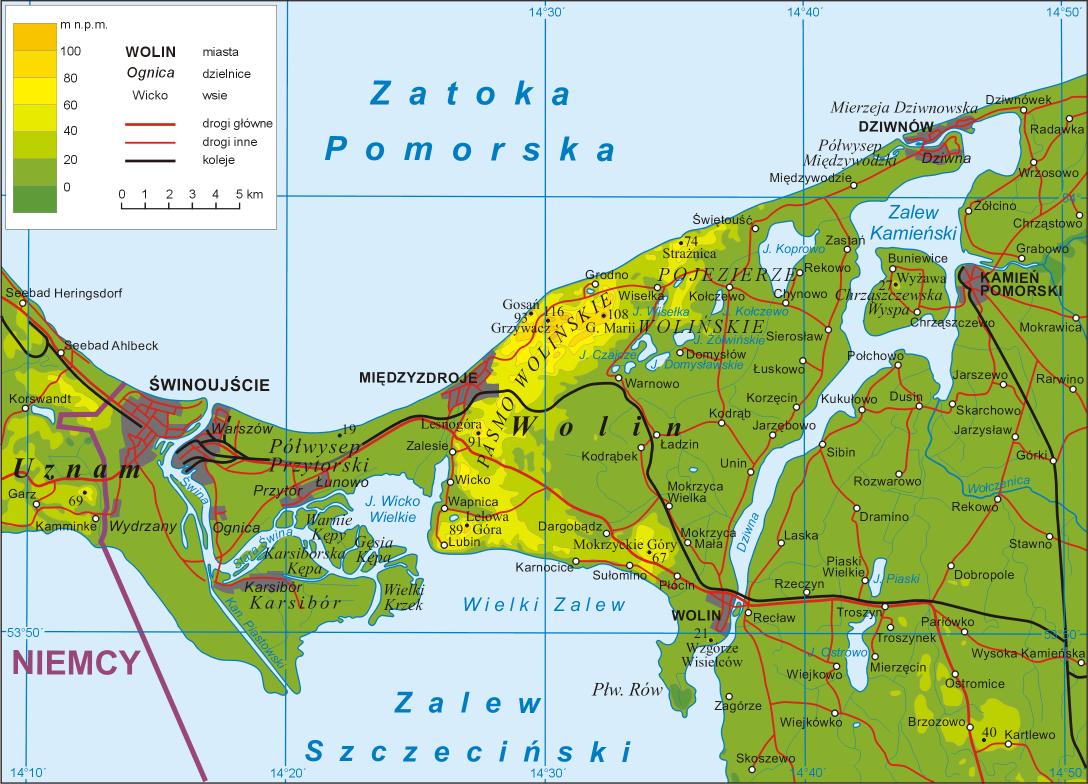
Północna część zalewu i wyspa Wolin

Krzecka Mielizna – mielizna Zalewu Szczecińskiego w jego północnej części, przy wyspie Wielki Krzek i jego części Małym Krzeku. Krzecka Mielizna znajduje się na północ od Krzeckiego Wyskoku, na południe od przesmyku łączącego Zalew Szczeciński z Wickiem Wielkiem i Starą Świną.
Nazwę Krzecka Mielizna wprowadzono urzędowo rozporządzeniem w 1949 roku, zastępując poprzednią niemiecką nazwę Krickser Schaar.